# شبكة صيد سالية

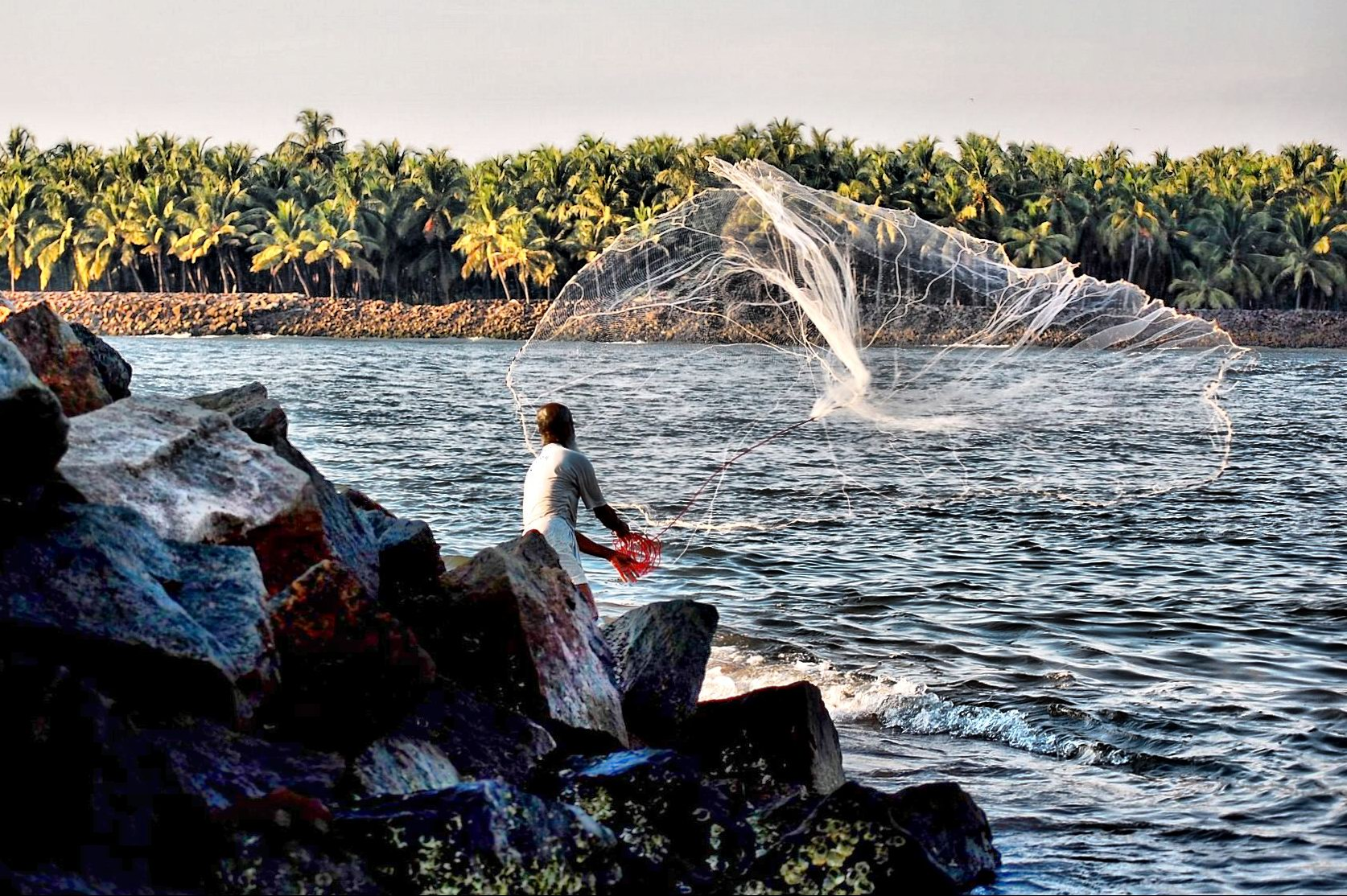
صياد يلقي بشبكة في كيرلا، الهند

شبكة الصيد (السالية) أو الطُرَّاحة، هي شبكة تستخدم لصيد السمك. وهي شبكة دائرية بها أثقال تتوزع حول طرفها.
تُطرح أو تُرمى يدويًا فتنتشر على المياه وتغوص. ويُطلق على هذه الطريقة، طرح الشبكة أو رمي الشبكة. ويُصاد السمك أثناء سحب الشبكة. وتُعد هذه الأداة البسيطة فعالة خاصة في صيد الطُعم أو السمك البحري الصغير، والتي استُخدمت منذ آلاف السنين. وتُستخدم في ساحل الخليج بالولايات المتحدة خصيصًا لاصطياد البوري، الذي لا يغمز خطافًا مزودًا بطُعم.

## التصميم والطريقة
تتسم شباك السالية الحديثة بأنصاف أقطار تتراوح بين 4إلى 12 قدمًا (1.2 إلى 3.6 أمتار). ويتمكن الأشخاص الأقوياء فقط من رفع الشباك الأكبر عندما تمتلئ بالسمك. وتتميز الشباك القياسية للصيد الترفيهي للسمك بطوق له أربعة أطراف. عادةً ما تُوزع الأثقال حول الطرف بحوالي رطل لكل قدم (1.5 كيلو جرام لكل متر). ويوصل سلك أرضي بالشبكة، عند طرف واحد ويمسك باليد عند رمي الشبكة. وعندما تمتلئ الشبكة، يقوم مشبك الاستعادة، والذي يعمل كعصارة الممسحة، بإقفال الشبكة حول السمك. ثم بعد ذلك، تُسترجع الشبكة من خلال سحب السلك الأرضي. وتُرفع الشبكة إلى دلو ثم يتحرر المشبك لإلقاء السمك الذي اصطيد داخل الدلو.
تعمل شباك صيد السالية أفضل في المياه التي لا يبلغ عمقها أكثر من نصف قطرها. ويُصطاد بشبكة السالية أفضل في المياه الخالية من العقبات. حيث تتسبب القصبات في تشابك الشباك وقد تمزقها الأجزاء. ويقوم ملقي الشبكة بحمل السلك بيدٍ واحدة، مع لف الشبكة حول الذراع الآخر، حتى تتدلى الأثقال. ثم يلقى السلك إلى الماء، باستخدام اليدين، وبحركة دائرية كما في حالة رمي المطرقة. ويمكن طرح الشبكة من قارب، أو من الشاطئ أو من خلال الخوض في المياه.
كما يوجد أيضًا قاذف شباك اختياري والذي يمكن أن يجعل الطرح أكثر سهولة. وهو يبدو كغطاء سلة المهملات، بما في ذلك المقبض الموجود أعلاه. ويوجد بالمحيط الخارجي مزراب عميق. تمتلئ الشبكة على امتداد المزراب وتوضع الأثقال بداخله. ثم تُلقى الشبكة في المياه باستخدام القاذف.

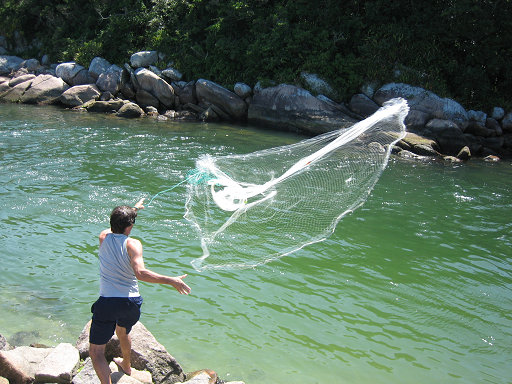
طرح شبكة في منطقة صيد سمك في بارا دا لاجوا، فلوريانوبوليس، البرازيل
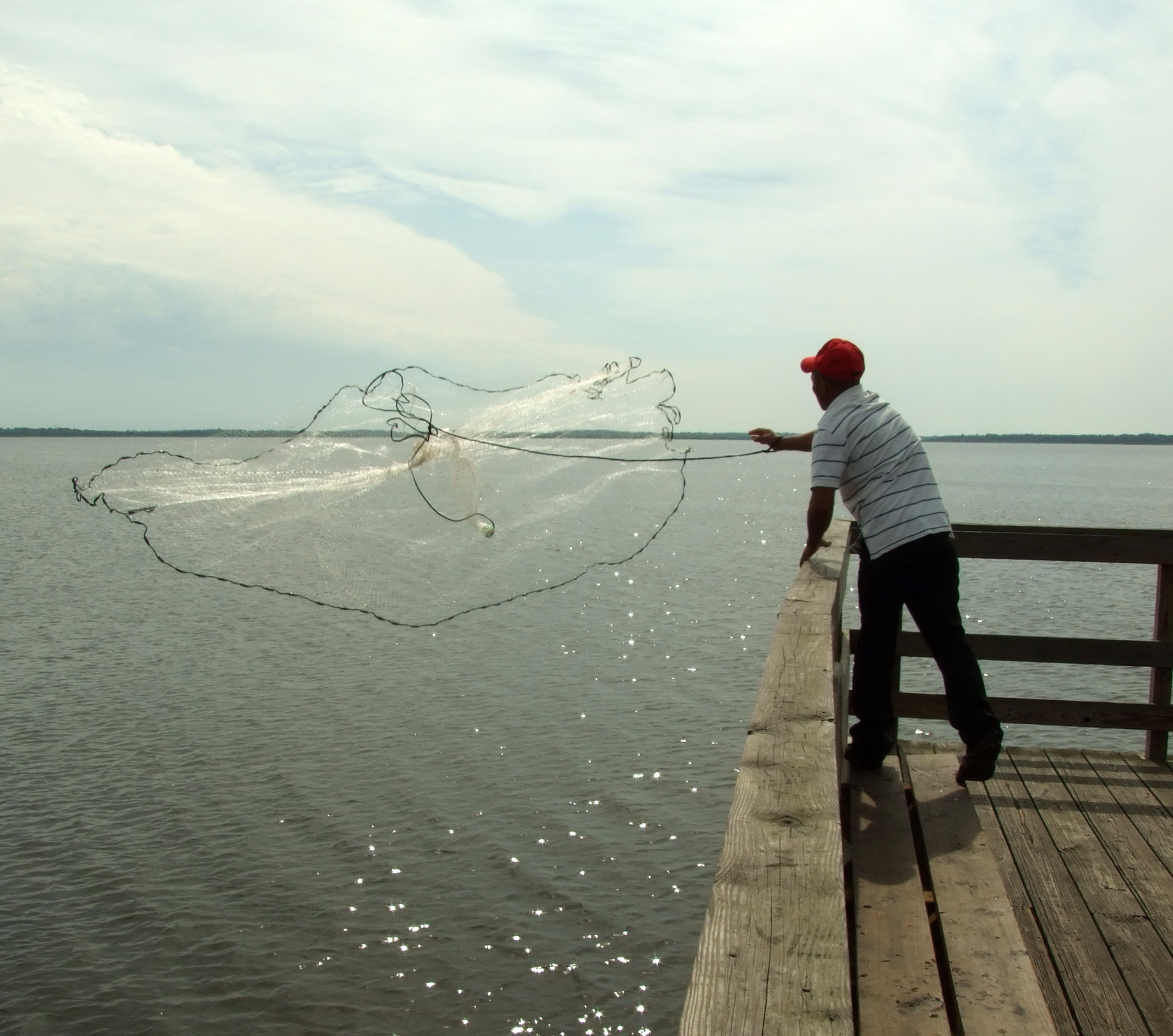
الصيد باستخدام شبكة سالية.
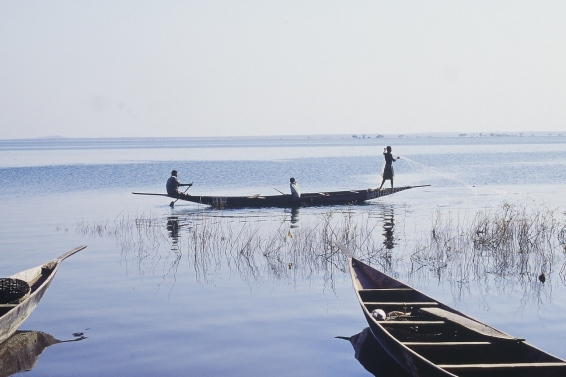
صياد يطرح شباكه في بحيرة سيلنجو.
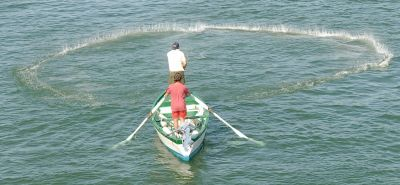
صيد السمك باستخدام شبكة سالية من زورق في نهر مارجا، إيطاليا

## معلومات تاريخية

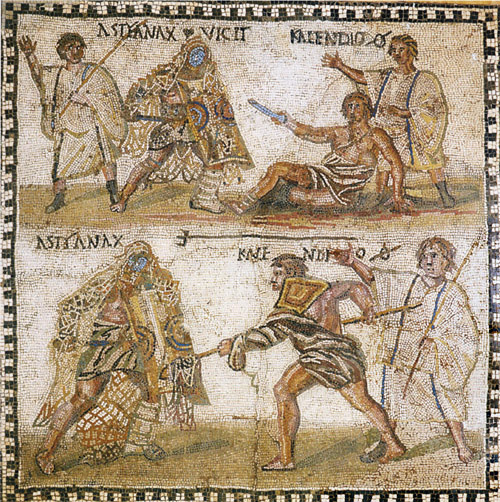
فن الفسيفساء، القرن الرابع قبل الميلاد، يعرض مقاتل بالشباك أو "مبارز بالشباك"، بحوزته رمح ثلاثي وشبكة سالية، ويحارب مصارعًا.

وفقًا للميثولوجيا الإسكندنافية تقوم عملاقة البحار ران بطرح شبكة صيد لاصطياد البحارة المفقودين. وفي روما القديمة، ضمن محاكاة ساخرة حول صيد السمك، كان يتسلح نوع من المقاتلين الذي يطلق عليه المقاتل بالشباك أو «المبارز بالشباك» برمح ثلاثي وشبكة صيد سالية. وكان غالبًا يُصارع المقاتل بالشباك والمصارع.
وفي الفترة بين 177 و180 ميلادية قام الكاتب اليوناني أوبيان بكتابة قصيدة هاليوتيكا (Halieutica)، وهي قصيدة شعرية تعليمية حول صيد السمك. وقد شرح الوسائل المتعددة لصيد السمك بما في ذلك، استخدام شباك السالية من القوارب. كما يمكن العثور على مراجع حول شباك السالية في كتاب العهد الجديد.

## وصلات خارجية
- How to throw a cast net YouTube.